# Bolesław Kożuch
Bolesław Kożuch właściwie Bencjon Kożuch (ur. 1921 w Sosnowcu, zm. sierpień 1943) – żydowski działacz ruchu oporu w czasie II wojny światowej, działacz syjonistyczny, współorganizator i członek miejskiego oddziału organizacji Hanoar Hacijoni. Młodszy brat Józefa Kożucha. 
Urodził się w Sosnowcu jako syn Zelmana Kożucha. Mieszkał przy ul. Dekerta. Był uczniem Gimnazjum im. Stanisława Staszica w Sosnowcu. Wraz z bratem - Józefem Kożuchem, Cwi Brandesem i Frumką Płotnicką był organizatorem powstania w getcie będzińsko-sosnowieckim, gdzie dowodził jednym z oddziałów. Zginął prawdopodobnie podczas próby przedarcia się z getta w pierwszych dniach sierpnia; inna wersja mówi że zginął wraz z bratem 3 sierpnia podczas nieudanej próby zabicia jednego z niemieckich oprawców. Był posiadaczem paszportu Paragwaju wystawionego przez Grupę Ładosia.   
Na sosnowieckim osiedlu Środula znajduje się plac noszący imię Braci Kożuchów, od 1985 r., jest tam symboliczny pomnik z napisem – „Pamięci Żydów polskich pomordowanych przez hitlerowców w latach II wojny światowej na terenie getta w Sosnowcu-Środuli”.